# Vysílač Veselský kopec
Vysílač Veselský kopec se nachází na Veselském kopci v nadmořské výšce 557 m n. m. Objekt zajišťuje distribuci digitálního rozhlasového signálu pro město Nový Jičín a jeho blízké okolí.

## Polohopis
Vysílač na Veselském kopci tvoří dominantu krajiny nad Jindřichovem a je dobře viditelný i z Hranic a okolí. Štíhlá silueta jeho kulaté věže vystupuje nad obliny kopců, lesy a louky Vítkovské vrchoviny.

## Vysílané stanice

### Digitální rozhlas
Z vysílače se šíří digitální rozhlas DAB+:
|      | Multiplex | Kanál | Kmitočet    | Výkon (ERP) | Polarizace |
| ---- | --------- | ----- | ----------- | ----------- | ---------- |
| DAB+ | ČRo DAB+  | 12D   | 229,072 MHz | 3 kW        | vertikální |

## Ukončené vysílání

### Analogová televize
Od roku 1975 do roku 1990 se odtud na kanálu 34 vysílala ČST 2, následně přejmenovaná na ČT1. Vypínání analogového vysílání probíhalo v listopadu 2011.
| Vypnuto       | Stanice | Kanál | Kmitočet   | Výkon (ERP) | Polarizace   | Spušténo |
| ------------- | ------- | ----- | ---------- | ----------- | ------------ | -------- |
| listopad 2011 | ČT1     | 34    | 575,25 MHz | 100 kW      | horizontální | 1975     |

### Digitální vysílání DVB-T
Vypínání regionálního DVB-T multiplexu probíhalo 31. října 2020.
| Vypnuto    | Mutiplex         | Kanál | Kmitočet | Výkon (ERP) | Polarizace   | Spuštěno   |
| ---------- | ---------------- | ----- | -------- | ----------- | ------------ | ---------- |
| říjen 2020 | Regionální síť 8 | 56    | 754 MHz  | 1 kW        | horizontální | duben 2015 |

## Nejbližší vysílače
| Růžice kompasu | Praděd 63,8 km      |                | Hošťálkovice 37,9 km | Růžice kompasu |
| Růžice kompasu | Radíkov 31,5 km     | Sever          | Lysá hora 47,7 km    | Růžice kompasu |
| Růžice kompasu | Radíkov 31,5 km     | Západ · Východ | Lysá hora 47,7 km    | Růžice kompasu |
| Růžice kompasu | Radíkov 31,5 km     | Jih            | Lysá hora 47,7 km    | Růžice kompasu |
| Růžice kompasu | Tlustá hora 49,8 km |                | Radhošť 34,5 km      | Růžice kompasu |